# Algar (Espanha)
Algar é um município da Espanha na província de Cádiz, comunidade autónoma da Andaluzia, de área 27,11 km² com população de 1643 habitantes (2004) e densidade populacional de 60,60 hab/km².
Faz parte da Rota das aldeias brancas.

## Demografia
| Variação demográfica do município entre 1991 e 2004 | Variação demográfica do município entre 1991 e 2004 | Variação demográfica do município entre 1991 e 2004 | Variação demográfica do município entre 1991 e 2004 |
| --------------------------------------------------- | --------------------------------------------------- | --------------------------------------------------- | --------------------------------------------------- |
| 1991                                                | 1996                                                | 2001                                                | 2004                                                |
| 1864                                                | 1906                                                | 1712                                                | 1643                                                |